# Spoed (seizoen 7)
Reeks 7 van Spoed werd voor de eerste keer uitgezonden tussen 1 november 2004 en 24 januari 2005. De reeks telt 13 afleveringen.

## Hoofdcast
- Leo Madder (Luc Gijsbrecht)
- Gert Lahousse (Bob Verly)
- Kurt Vergult (Patrick Mathijssen)
- Christel Van Schoonwinkel (Kathy Pieters)
- Arlette Sterckx (Lies Weemaes)
- Magda Cnudde (Bea Goossens)
- Ann Van den Broeck (Iris Van de Vijver)
- Hans Van Cauwenberghe (Karel Staelens)
- Karolien De Beck (Britt De Poorter)
- Sven De Ridder (Steven Hofkens)

## Vaste gastacteurs
(Personages die door de reeksen heen meerdere keren opduiken)
- Chadia Cambie (Melinda De Cock)
- Aza Declerq (Ilse De Winne)
- Peggy De Landtsheer (Marijke Willems)
- Jos Dom (André Maenhout)

## Verhaallijnen
Steven is in alle staten omdat Luc een overplaatsing eist van hem of Mel na hun huwelijk. Hij reageert zijn woede af op de nieuwe baliebediende Bea Goossens en de nieuwe ambulancier Karel Staelens. Zij laten gelukkig niet met zich sollen. Ook Luc heeft niet echt een reden om te lachen: Marijke heeft Ilse overtuigd om toch naar de pediatrie te komen. Kathy maakt zich zorgen over Lies. Ondertussen komen dokter Patrick Matthijsen en verpleegster Britt De Poorter het team versterken. Door het huwelijk van Steven en Mel is Ilse de enige ervaren dokter die hen wat wegwijs kan maken. Tijdens het feest kijkt Bob veel te diep in het glas. ’s Avonds laat, na het huwelijk, komt ook de nieuwe dokter Iris Van de Vijver nog een kijkje nemen op de afdeling. Ze heeft 8 jaar in Afrika gewerkt, en door dit raakvlak kan ze onmiddellijk op sympathie van Luc rekenen. Maar haar verschijning laat ook Tom niet ongevoelig. Kathy komt erachter dat Lies zwanger is van Ben. Ze probeert haar te overhalen om geen abortus te plegen. Lies is hier niet van gediend en de spanningen tussen hen lopen hoog op. Karel raakt bij Bea een gevoelige snaar als hij haar vraagt of ze lesbisch is. Patricks zoontje wordt binnengebracht met een maagbloeding. Hij schuift zijn gevoelens opzij en wil Sam zelf opereren. Er wordt gevreesd voor leukemie. Bea gaat babysitten op Patricks dochtertje Lucca. Kathy en Britt moeten naar een bordeel, waar de aanwezigen een koolmonoxidevergiftiging hebben opgelopen. In een van de kamers vinden ze Bob met een hoer. Sam heeft leukemie. Er wordt met een chemokuur gestart, maar er zijn bijwerkingen. Er wordt een beenmergpunctie uitgevoerd bij Lucca. Deze is positief, dus kan er een transplantatie gebeuren. De conflicten tussen Luc en Marijke lopen hoog op. Britt doet mee aan een schoonheidswedstrijd, maar haar nieuwe vriend is daar niet mee opgezet. Tom is teleurgesteld omdat Iris liever naar een personeelsfeestje op de afdeling gaat dan met hem te gaan squashen. Later is hij ook jaloers omdat Luc en Iris samen gaan eten. Britts vriend sterft door verkeerde medicatie die Bob had toegediend. Ze is boos, maar langzaamaan worden de 2 verliefd. Bea is ook verliefd, op Geert, de neef van Karel. Steven is boos omdat Luc zijn vakantiedagen heeft ingetrokken en Patrick wel vakantie heeft gekregen. Hij meldt zich dan maar ziek.

### Seizoensfinale
Patrick en Karel rukken uit om de lichtgewonde chauffeur van een tankwagen te verzorgen. Ter plaatse meldt de brandweerman hen dat er een drukverhoging is in de citernes waar de tank wordt bijgevuld. Wanneer hij het probeert het probleem op te lossen, is er een ontploffing. Luc is al een tijdje niet komen werken en iedereen is verbaasd als hij opeens toch komt opdagen. Steven heeft op reis hepatitis opgelopen en wil gerepatrieerd worden. Patrick kan dit direct regelen, maar Luc vraagt hem nog enkele dagen te wachten.